# Condé-sur-Aisne
Condé-sur-Aisne és un municipi francès situat al departament de l'Aisne i a la regió dels Alts de França. L'any 2007 tenia 372 habitants.

## Demografia

### Població
El 2007 la població de fet de Condé-sur-Aisne era de 372 persones. Hi havia 122 famílies de les quals 15 eren unipersonals (11 homes vivint sols i 4 dones vivint soles), 33 parelles sense fills, 59 parelles amb fills i 15 famílies monoparentals amb fills.
La població ha evolucionat segons el següent gràfic:
Habitants censats

### Habitatges
El 2007 hi havia 135 habitatges, 124 eren l'habitatge principal de la família, 6 eren segones residències i 4 estaven desocupats. Tots els 135 habitatges eren cases. Dels 124 habitatges principals, 100 estaven ocupats pels seus propietaris, 20 estaven llogats i ocupats pels llogaters i 4 estaven cedits a títol gratuït; 2 tenien una cambra, 3 en tenien dues, 28 en tenien tres, 63 en tenien quatre i 29 en tenien cinc o més. 88 habitatges disposaven pel capbaix d'una plaça de pàrquing. A 47 habitatges hi havia un automòbil i a 72 n'hi havia dos o més.

### Piràmide de població
La piràmide de població per edats i sexe el 2009 era:
| Homes | Edats   | Dones |
| ----- | ------- | ----- |
| 0     | 95 o +  | 0     |
| 0     | 90 a 94 | 0     |
| 4     | 85 a 89 | 8     |
| 4     | 80 a 84 | 0     |
| 4     | 75 a 79 | 8     |
| 4     | 70 a 74 | 4     |
| 4     | 65 a 69 | 0     |
| 8     | 60 a 64 | 8     |
| 8     | 55 a 59 | 8     |
| 0     | 50 a 54 | 0     |
| 12    | 45 a 49 | 8     |
| 32    | 40 a 44 | 24    |
| 12    | 35 a 39 | 28    |
| 24    | 30 a 34 | 0     |
| 0     | 25 a 29 | 20    |
| 0     | 20 a 24 | 12    |
| 8     | 15 a 19 | 28    |
| 16    | 10 a 14 | 12    |
| 16    | 5 a 9   | 4     |
| 16    | 0 a 4   | 8     |

## Economia
El 2007 la població en edat de treballar era de 253 persones, 180 eren actives i 73 eren inactives. De les 180 persones actives 161 estaven ocupades (90 homes i 71 dones) i 19 estaven aturades (11 homes i 8 dones). De les 73 persones inactives 20 estaven jubilades, 30 estaven estudiant i 23 estaven classificades com a «altres inactius».

### Ingressos
El 2009 a Condé-sur-Aisne hi havia 129 unitats fiscals que integraven 391,5 persones, la mediana anual d'ingressos fiscals per persona era de 17.271 €.

### Activitats econòmiques
Dels 9 establiments que hi havia el 2007, 3 eren d'empreses de construcció, 1 d'una empresa de comerç i reparació d'automòbils, 1 d'una empresa de transport, 1 d'una empresa d'hostatgeria i restauració, 2 d'empreses de serveis i 1 d'una empresa classificada com a «altres activitats de serveis».
Dels 3 establiments de servei als particulars que hi havia el 2009, 1 era un guixaire pintor, 1 lampisteria i 1 electricista.
L'únic establiment comercial que hi havia el 2009 era una botiga d'electrodomèstics.

## Equipaments sanitaris i escolars
El 2009 hi havia una escola elemental.

## Poblacions més properes
El següent diagrama mostra les poblacions més properes.